# بخش خندوا
بخش خندوا (به انگلیسی: Khandwa district) یک منطقهٔ مسکونی در هند است که در Indore division واقع شده‌است. بخش خندوا ۱٬۳۱۰٬۰۶۱ نفر جمعیت دارد.